# Rapture (1965)
Rapture, ou  La Fleur de l' Âge (bra: Nasce uma Mulher), é um filme franco-americano de 1965, em preto e branco, do gênero drama, dirigido por John Guillermin, roteirizado por Stanley Mann e baseado no livro Rapture in My Rags, de Phyllis Hastings, música de Georges Delerue.

## Sinopse
Agnes, uma adolescente solitária e instável e seu pai fazem amizade com um condenado fugitivo, chamado Joseph que chega a sua fazenda na Bretanha, França.

## Elenco
- Melvyn Douglas como Frederick Larbaud[1]
- Dean Stockwell como Joseph[1]
- Patricia Gozzi como Agnes Larbaud[1]
- Gunnel Lindblom como Karen[1]
- Leslie Sands como o Primeiro Policial[1]
- Sylvia Kay como Genevieve[1]
- Peter Sallis como Armand[1]
- Christopher Sandford como Albert, um rapaz no casamento[1]
- Ellen Pollock como a Proprietária[1]
- Rene Arandav como Convidado de Casamento[1]
- Jean-Claude Bercq como Mecânico[1]
- Albert Daumergue como Barman[1]
- Marius Gaidon como Convidado de Casamento
- Pierre Gualdi como Dono do Café[1]
- Gaston Meunier como Convidado de Casamento[1]
- Georgette Peyron como Convidado de Casamento[1]
- Robert Secq como Convidado de Casamento[1]